# János Kelen
János Kelen (* 11. Februar 1911 in Budapest; † 13. Oktober 1991 ebd.) war ein ungarischer Langstreckenläufer.
1934 wurde er bei den Europameisterschaften in Turin Sechster über 5000 Meter.
Bei den Olympischen Spielen 1936 in Berlin schied er über 5000 Meter im Vorlauf aus und kam über 10.000 Meter auf den zwölften Platz.
1938 wurde er bei den Europameisterschaften in Paris Sechster über 10.000 Meter.
Von 1951 bis 1956 war er Präsident des Ungarischen Leichtathletikverbandes.

## Persönliche Bestzeiten
- 5000 m: 14:23,0 min, 1. August 1940, Helsinki
- 10.000 m: 30:23,6 min, 5. Oktober 1940, Budapest